# Ceriops tagal
Ceriops tagal är en tvåhjärtbladig växtart som först beskrevs av Perr., och fick sitt nu gällande namn av C.B. Robinson. Ceriops tagal ingår i släktet Ceriops, och familjen Rhizophoraceae. IUCN kategoriserar arten globalt som livskraftig. Inga underarter finns listade i Catalogue of Life.